# Законно платежно средство
Платежното средство, или още срещано и като Разплащателно средство (на английски: legal tender) е законно приет остойностен посреднически способ на компeнсация за получаването на стоки, услуги в икономиката и служещо въобще за опосредствяване на размяната и стимулиране на оборота.